# Білаші (Сарненський район)
Білаші́ — село в Україні, у Дубровицькій міській громаді Сарненського району Рівненської області. До 2020 підпорядковувалося Бережницькій сільській раді. Відповідно до Розпорядження Кабінету Міністрів України від 12 червня 2020 року № 722-р «Про визначення адміністративних центрів та затвердження територій територіальних громад Рівненської області» увійшло до складу Дубровицької міської громади.
Населення становить 25 осіб (2011).
На даний момент населення складає 15 осіб.

## Назва
Польською мовою згадується як Białasze.

## Географія
Площа села — 0,08 км².

## Історія
Село вперше згадується 1620 року.
До 1917 року село входило до складу Російської імперії. У 1918—1920 роки нетривалий час перебувало в складі Української Народної Республіки. У 1921—1939 роки входило до складу Польщі. У 1921 році колонія Білаші входила до складу гміни Бережниця Сарненського повіту Поліського воєводства Польської Республіки.
З 1939 року — у складі Дубровицького району Рівненської області УРСР. У роки Другої світової війни деякі мешканці села долучилися до національно-визвольної боротьби. Загалом встановлено 2 жителів Білашів, які брали участь у визвольних змаганнях, з них 1 загинув, 1 був репресований.
Відповідно до прийнятої в грудні 1989 року постанови Ради Міністрів УРСР село занесене до переліку населених пунктів, які зазнали радіоактивного забруднення внаслідок аварії на Чорнобильській АЕС, жителям виплачувалася грошова допомога. Згідно з постановою Кабінету Міністрів Української РСР, ухваленою в липні 1991 року, село належало до зони гарантованого добровільного відселення. На кінець 1993 року забруднення ґрунтів становило 1,87 Кі/км² (137Cs + 134Cs), молока — 2,32 мКі/л (137Cs + 134Cs), картоплі — 0,48 мКі/кг (137Cs + 134Cs), сумарна доза опромінення — 96 мбер, з якої: зовнішнього — 24 мбер, загальна від радіонуклідів — 72 мбер (з них Cs — 61 мбер).

## Населення
Станом на 1 січня 2011 року населення села становить 25 осіб. Густота населення — 425 особи/км².
Станом на 10 вересня 1921 року в колонії налічувалося 8 будинків та 56 мешканців, з них: 32 чоловіки та 24 жінки; усі 56 жителів були православними та українцями (русинами).
Згідно з переписом УРСР 1989 року чисельність наявного населення села становила 50 осіб, з яких 26 чоловіків та 24 жінки. На кінець 1993 року в селі мешкав 41 житель, з них 7 — дітей.
За переписом населення України 2001 року в селі мешкали 33 особи. 100 % населення вказало своєю рідною мовою українську мову.

### Вікова і статева структура
Структура жителів села за віком і статтю (станом на 2011 рік):
| Вік   | Чоловіків | Жінок | Разом |
| ----- | --------- | ----- | ----- |
| 0-17  | 4         | 0     | 4     |
| 18-39 | 1         | 0     | 1     |
| 40-59 | 3         | 5     | 8     |
| 60+   | 6         | 6     | 12    |
| Разом | 14        | 11    | 25    |

### Соціально-економічні показники
| Працездатне населення | Працездатне населення | Працездатне населення | Працездатне населення | Працездатне населення | Працездатне населення | Непрацездатне населення | Непрацездатне населення | Непрацездатне населення | Непрацездатне населення | Непрацездатне населення | Непрацездатне населення | Все населення |
| Чоловіки              | Чоловіки              | Жінки                 | Жінки                 | Разом                 | Разом                 | Чоловіки                | Чоловіки                | Жінки                   | Жінки                   | Разом                   | Разом                   | 25            |
| ос.                   | %                     | ос.                   | %                     | ос.                   | %                     | ос.                     | %                       | ос.                     | %                       | ос.                     | %                       | 25            |
| --------------------- | --------------------- | --------------------- | --------------------- | --------------------- | --------------------- | ----------------------- | ----------------------- | ----------------------- | ----------------------- | ----------------------- | ----------------------- | ------------- |
| 3                     | 12                    | 2                     | 8                     | 5                     | 20                    | 8                       | 33                      | 11                      | 45                      | 19                      | 79                      | 25            |

| Зайняті  | Зайняті  | Зайняті | Зайняті | Зайняті | Зайняті | Безробітні | Безробітні | Безробітні | Безробітні | Безробітні | Безробітні | Все населення |
| Чоловіки | Чоловіки | Жінки   | Жінки   | Разом   | Разом   | Чоловіки   | Чоловіки   | Жінки      | Жінки      | Разом      | Разом      | 25            |
| ос.      | %        | ос.     | %       | ос.     | %       | ос.        | %          | ос.        | %          | ос.        | %          | 25            |
| -------- | -------- | ------- | ------- | ------- | ------- | ---------- | ---------- | ---------- | ---------- | ---------- | ---------- | ------------- |
| 98       | 20       | 103     | 21      | 201     | 41      | 2          | 0          | 3          | 1          | 5          | 1          | 25            |

## Політика

### Органи влади
До 2020 року місцеві органи влади були представлені Бережницькою сільською радою.

### Вибори
Село входить до виборчого округу № 155. Станом на 2011 рік кількість виборців становила 23 особи.

#### Офіційні дані та нормативно-правові акти
- Паспорт Дубровицького району (станом на 1 січня 2011 року) (doc). Дубровицька районна рада. Архів оригіналу за 10 лютий 2015. Процитовано 16 жовтня 2019.

#### Мапи
- Історичний Атлас України / Гол. ред. Л. Винар; Упорядн.: І. Тесля, Е. Тютько. Українське історичне товариство. — Монреаль; Нью-Йорк; Мюнхен, 1980. — 182 с.